# Падериха
Паде́риха (рос. Падериха) — невелика річка, що тече територією Кіровської області (Фальонський район) та Удмуртії (Ярський район), Росія, ліва притока Сади.
Бере початок на Красногорській височині. Протікає на північний схід, впадає до Сади біля села Руська Сада. Має декілька лівих дрібних приток. Середня та нижня течії служать кордоном між Кіровською областю та Удмуртією.
На річці, біля гирла, розташоване село Фальонського району Кіровської області Руська Сада.